# 1959 في رومانيا
فيما يلي قوائم الأحداث التي وقعت خلال عام 1959 في رومانيا.

## رياضة
- 10 يونيو – دوري الدرجة الأولى الروماني 1958–59 الفائز نادي بترولول بلويشتي.

## مواليد

### يناير
- 20 يناير – أوريل تيكليانو لاعب كرة قدم.[1]
- 26 يناير – ميرسيا فولغر ملاكم روماني.

### فبراير
- 12 فبراير – دان بوريك ممثل روماني.

### مارس
- 4 ديسمبر – مارسيل بيفل مغني روماني.[2][2]
- 14 مايو – مارسيل كوراس لاعب كرة قدم روماني.[3][3]
- 20 مارس – فيليتسيا فيليب

### أبريل
- 1 أبريل – هيلموت دوكادام لاعب كرة قدم روماني.[4]
- 22 أبريل – غورغي ليلياك لاعب كرة قدم روماني.[5]
- 28 أبريل – لوسيا رومانوف ستارك لاعبة كرة مضرب رومانية.

### مايو
- 11 مايو – إيون أدريان زاري لاعب كرة قدم روماني.[6]
- 13 مايو – ميركيا إرميسكو لاعب كرة قدم روماني.[7]
- 14 مايو – مارسيل كوراس لاعب كرة قدم روماني.[3][3]

### يونيو
- 13 يونيو – كلاوس يوهانيس سياسي روماني.[8]
- 16 يونيو – إرهارت كاب[9]

### أغسطس
- 27 أغسطس – كلاوديو بليونتس ممثل روماني.

### سبتمبر
- 5 سبتمبر – مارين جورجي مُجدّف روماني.[10]
- 21 سبتمبر – كرين انتونيسكو سياسي روماني.

### أكتوبر
- 10 أكتوبر – ميشيل كلين لاعب كرة قدم روماني.[11]

### ديسمبر
- 4 ديسمبر – مارسيل بيفل مغني روماني.[2][2]

## وفيات

### يوليو
- 24 يوليو – ميخائيل لاسكار (مواليد 1889) عسكري روماني.[12]